# Roar Strand
Roar Strand (n. Trondheim, Noruega, 2 de febrero de 1970) es un exfutbolista internacional noruego, que jugaba de mediocampista, que jugó en su selección nacional y militó en diversos clubes de Noruega. Es plenamente identificado con el Rosenborg BK (equipo de su ciudad natal y donde jugó la mayor parte de su carrera). Es el jugador que más títulos de liga ha ganado en todo el mundo, con 16.

## Selección nacional
Strand jugó 42 partidos internacionales para la selección nacional noruega y anotó solo 4 goles. Incluso participó con su selección, en 2 ediciones de la Copa del Mundo FIFA. La primera de ellas fue en la edición de Estados Unidos 1994, donde la selección noruega quedó eliminada, en la primera fase de aquel torneo, donde Strand no jugó ningún partido en ese mundial y la segunda vez en que Strand estuvo en un mundial con su selección, fue en la edición de Francia 1998, donde la selección noruega quedó eliminada en los octavos de final, donde cayó por 1-0 ante Italia en Marsella. Strand disputó 3 de los 4 partidos de la selección noruega, en esa cita mundialista de Francia. Además, Strand también formó parte del plantel de la selección noruega, que participó en la Eurocopa 2000, que se realizó en Holanda y Bélgica, donde la selección noruega quedó eliminada, en la primera fase de aquel torneo. Eso sí, Strand jugó 2 de los 3 partidos de su selección en esa Eurocopa y en ambas, entró desde el banco de suplentes.

## Participaciones en Copas del Mundo
| Mundial                        | Sede           | Resultado        | Partidos | Goles |
| ------------------------------ | -------------- | ---------------- | -------- | ----- |
| Copa Mundial de Fútbol de 1994 | Estados Unidos | Primera Fase     | 0        | 0     |
| Copa Mundial de Fútbol de 1998 | Francia        | Octavos de final | 3        | 0     |

## Participaciones en Eurocopas
| Mundial       | Sede                   | Resultado    | Partidos | Goles |
| ------------- | ---------------------- | ------------ | -------- | ----- |
| Eurocopa 2000 | Países Bajos y Bélgica | Primera Fase | 2        | 0     |

## Clubes
| Club         | País    | Año         |
| ------------ | ------- | ----------- |
| Rosenborg BK | Noruega | 1989 - 1992 |
| Molde FK     | Noruega | 1992 - 1993 |
| Rosenborg BK | Noruega | 1993 - 2013 |
| Mosvik IL    | Noruega | 2013 - 2015 |
| Melhus IL    | Noruega | 2015 - 2016 |